# Girolamo Polcastro
Girolamo Polcastro (Padova, 30 aprile 1763 – Venezia, 26 settembre 1839) è stato un politico e letterato italiano.

## Biografia

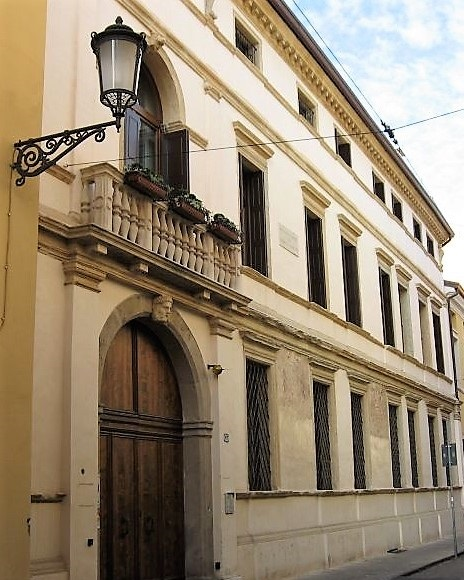
Palazzo Polcastro in via Santa Sofia a Padova, dove fu ospitato Bonaparte nel 1797

### Formazione e attività letteraria
Girolamo Polcastro, figlio di Sertorio, appartenne ad una nobile famiglia padovana, aggregata sin dal XV secolo al Consiglio cittadino. Oltre a Domenico, morto nel 1790, ebbe un secondo fratello, Giovanni Battista (1767-1813), studioso di fisica e di chimica.
Frequentò per cinque anni il Collegio dei nobili di Modena, dopodiché proseguì la sua istruzione nel collegio dell’abate Gian Antonio Brontura. Nel 1782 iniziò a frequentare i corsi di fisica e matematica presso l’Università di Padova, ma non si laureò, così come volevano le consuetudini nobiliari dell’epoca.
Guidato dall’abate Melchiorre Cesarotti, riprese gli studi in ambito umanistico e su suo consiglio iniziò la traduzione del Telemaco di Fénelon. A partire dal 1786 iniziò la redazione del Compendio istorico degli avvenimenti accaduti nella città di Padova o ad essa appartenenti e delle Memorie di letteratura e grammatica, istoria e mitologia, concluse nel 1830. Per questi suoi meriti venne nominato dapprima socio corrispondente (1794) e in seguito socio onorario (1806) dell’Accademia di scienze, lettere ed arti di Padova.
Negli anni successivi si dedicò alla pubblicazione degli scritti dello zio Giandomenico, pubblicati nel 1811 con il titolo Dell’antico Stato e condizione di Padova, e alla redazione del poema epico Napoleoneide, ovvero la Francia salvata, in elogio a colui che in quel momento era il Re d'Italia, ovverosia Napoleone Bonaparte.

### Carriera politica

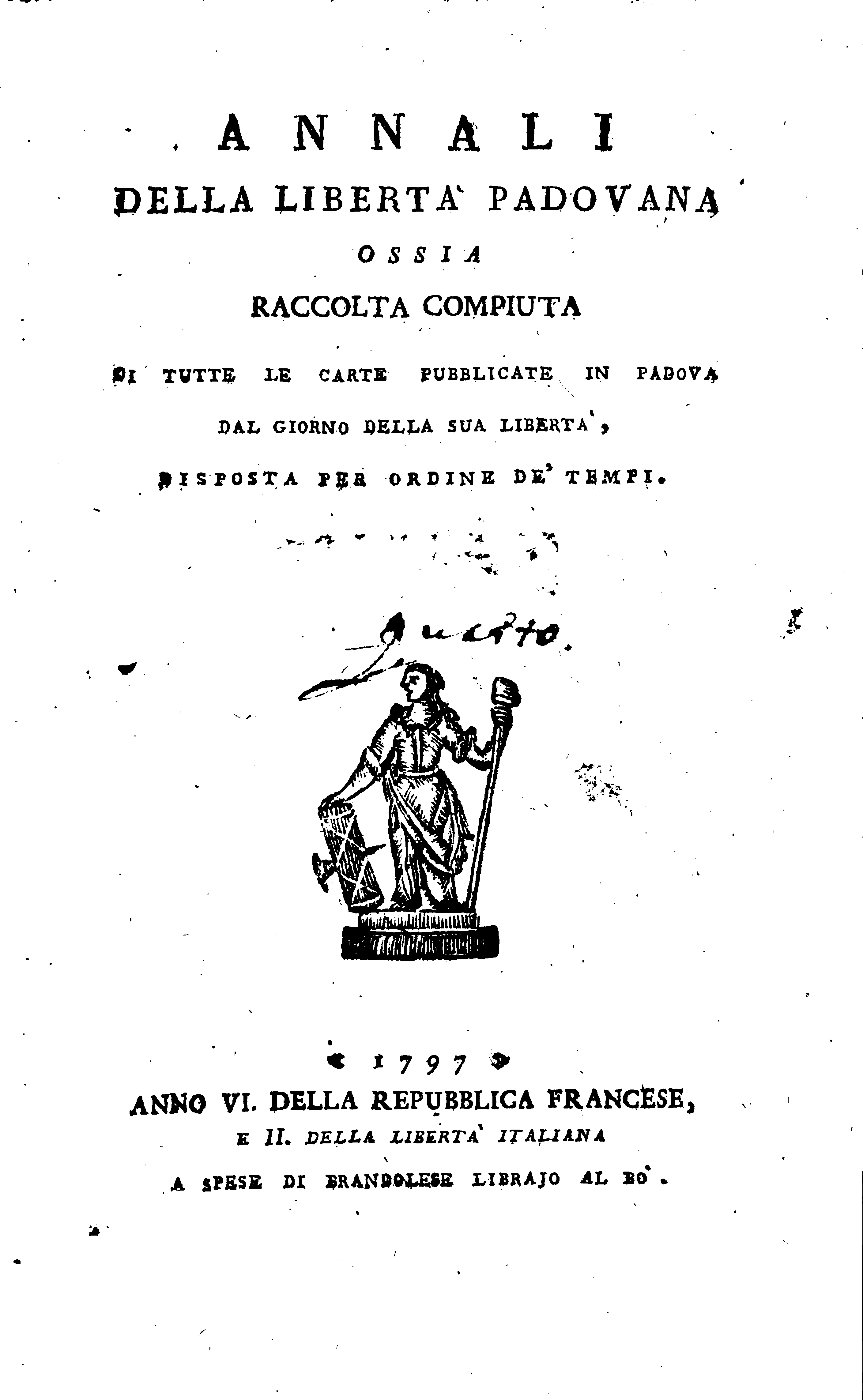
Gli Annali della libertà padovana contengono i decreti pubblicati dalla Municipalità di Padova nel corso del 1797

Nell’aprile del 1797 il generale dell'armata d'Italia Pietro Teulié fece il suo ingresso a Padova sostituendo le antiche magistrature cittadine con una Municipalità democratica. Girolamo Polcastro fu nominato all’interno del nuovo organo politico, per conto del quale si trovò a compiere due ambascerie presso il generale in capo Bonaparte. Quest’ultimo fu ospitato proprio a Palazzo Polcastro in occasione della sua visita a Padova il 2 maggio 1797.
Una volta riorganizzata l’amministrazione delle zone occupate dall’esercito francese attraverso la creazione di un Governo centrale del Padovano, Polesine, Rovigo e Adria all’inizio del mese di luglio, Polcastro fu chiamato a far parte del nuovo organo.
Questa prima fase della carriera politica del padovano terminò poco dopo il 17 ottobre 1797, a seguito della stipula del trattato di Campoformio che prevedeva la cessione del Veneto all’impero austriaco. Considerato un "giacobino" per via della sua collaborazione con i francesi durante i mesi di occupazione, poco dopo l’arrivo degli austriaci Polcastro preferì ritirarsi a vita privata.
Quando le nuove vittorie del neo-incoronato re d’Italia nel 1805 fecero presagire un ritorno del Veneto nella sfera d’influenza francese, Polcastro fu richiamato a ruoli di rilievo. Dapprima entrò a far parte di un governo provvisorio del Padovano, dopodiché nel 1806 fu nominato magistrato civile – ovverosia prefetto provvisorio – del Dipartimento del Brenta (che corrispondeva grossomodo all'odierna provincia di Padova) con l’incarico di uniformarlo amministrativamente agli altri Dipartimenti del Regno.
Il 1º maggio 1806 venne gratificato con la nomina a cavaliere dell'ordine della Corona ferrea, mentre nel mese di agosto fu promosso all’interno del Consiglio di Stato, nella sezione uditori. Membro del Collegio elettorale dei possidenti sin dal dicembre 1807, fu da quest’ultimo candidato al Senato e nel febbraio del 1809 ottenne la nomina.
Dopo anni trascorsi a Milano, con la fine dell’età napoleonica ritornò nella sua città natale, dove nel dicembre del 1815 dal nuovo Regno Lombardo-Veneto fu nominato all’interno della locale Congregazione provinciale. Negli anni successivi ricoprì diversi incarichi amministrativi minori all’interno di organi locali.

### Vita privata
Il 14 settembre 1795 sposò la ventunenne Caterina Papafava, figlia del conte Giacomo, discendente dai Carraresi, e della nobildonna friulana Arpalice Brazzà, al cui salotto mondano Polcastro prendeva parte frequentemente. Il 28 luglio 1796 nacque suo figlio Sertorio, che morì di tisi durante l’adolescenza nel 1811. Non fu l’unico lutto subito dal padovano, che il 14 dicembre 1800 aveva già perso la moglie.
Nonostante la differenza di età, il 4 maggio 1818 convolò a nozze con la ventiduenne Caterina Cecilia Querini Stampalia, figlia del patrizio veneziano Alvise, che era stato un collega di Polcastro all’interno del Consiglio di Stato del Regno d’Italia. In compagnia della moglie trascorse gli ultimi anni della sua vita tra Loreggia, Padova e Venezia. Suo cognato era dunque Giovanni Querini Stampalia, colui che diede vita attraverso un lascito all’attuale omonima fondazione Querini Stampalia.

### Stemma
(LL.PP. 16 dicembre 1810)